# Schodmon Jussuf
Schodmon Jussuf (auch Shodmon Yusuf (Yusupov, Jusupov); * 10. August 1949 in dem Dorf Loiq Schirali im Bezirk Kuschoniyon der Region Chatlon; † 21. Juli 2025 in Wien) war ein tadschikischer Politiker und Hochschullehrer.
Er schloss die Fakultät für Philologie an der Staatlichen Universität Saratow ab und arbeitete an den Pädagogischen Hochschulen in Kulob und Duschanbe.
Schodmon Jussuf wurde 1990 Vorsitzender der Demokratischen Partei Tadschikistans, die ab 1992 an der „Regierung der nationalen Versöhnung“  mit der Islamischen Partei der Wiedergeburt Tadschikistans beteiligt war. Der DPT droht eine Zerreißprobe, da außer dem Vorstand um Schodmon Jussuf und dessen Stellvertretern niemand in der Partei für eine Zusammenarbeit mit der islamistischen Partei votiert hatte. Nach der Einnahme Duschanbes durch die russlandnahe „Volksfront“ (Rastoches) im tadschikischen Bürgerkrieg wurde die DPT verboten. Zeitweilig lebte Jussuf im Exil im Iran. Im Juli 1995 wurde die Demokratische Partei Tadschikistans wieder erlaubt, jedoch nur der Flügel Shodmon Jussufs. Der wurde auf dem Vorstandstreffen der Partei im Mai in Almaty mit nur drei von fünfzehn Stimmen nicht erneut als Vorsitzender bestätigt.
Bis zu seiner Pensionierung lehrte er hier an der Universität Wien das Fach „Philosophie des antiken Rom“.